# دوري آيسلندا الممتاز 1965
دوري آيسلندا الممتاز 1965 (بالآيسلندية: 1. deild karla í knattspyrnu 1965) هو الموسم 54 من  دوري آيسلندا الممتاز. أقيم خلال الفترة 20 مايو 1965 وحتى 26 سبتمبر 1965، والذي يشرف على تنظيمه اتحاد آيسلندا لكرة القدم، وكان عدد الأندية المشاركة فيه  6، وفاز فيه ناتدبيرنوفيلاغ ريكيافيكور.